# MRPS16
MRPS16 (англ. Mitochondrial ribosomal protein S16) – білок, який кодується однойменним геном, розташованим у людей на короткому плечі 10-ї хромосоми. Довжина поліпептидного ланцюга білка становить 137 амінокислот, а молекулярна маса — 15 345.
| 10         |  | 20         |  | 30         |  | 40         |  | 50         |
| ---------- |  | ---------- |  | ---------- |  | ---------- |  | ---------- |
| MVHLTTLLCK |  | AYRGGHLTIR |  | LALGGCTNRP |  | FYRIVAAHNK |  | CPRDGRFVEQ |
| LGSYDPLPNS |  | HGEKLVALNL |  | DRIRHWIGCG |  | AHLSKPMEKL |  | LGLAGFFPLH |
| PMMITNAERL |  | RRKRAREVLL |  | ASQKTDAEAT |  | DTEATET    |  |            |

A: Аланін

C: Цистеїн

D: Аспарагінова кислота

E: Глутамінова кислота

F: Фенілаланін

G: Гліцин

H: Гістидин

I: Ізолейцин

K: Лізин

L: Лейцин

M: Метіонін

N: Аспарагін

P: Пролін

Q: Глутамін

R: Аргінін

S: Серин

T: Треонін

V: Валін

W: Триптофан

Кодований геном білок за функціями належить до рибонуклеопротеїнів, рибосомних білків, фосфопротеїнів. 
Задіяний у такому біологічному процесі, як альтернативний сплайсинг. 
Локалізований у мітохондрії.